# اسپرف
سپرف منطقه در ولسوالی مرغاب از ولایت غور در کشور افغانستان است. باشنده های سپرف از قوم تاجک اند وبه زبان فارسی صحبت می کنند.

### سپرف در اسناد تاریخی غور
از اسپرف در اسناد تاریخی غورسه بار یاد شده است. یک بار در قطعه شماره ۳۲ و بار دیگر در قطعات شماره ۵۰ و شماره ۵۴ . اسپرف به ساحه‌ای وسیعی گفته می‌شود که شامل چندین قریه‌ی است، اسپرف پر نفوس ترین منطقه در ولسوالی مرغاب بحساب می‌رود.

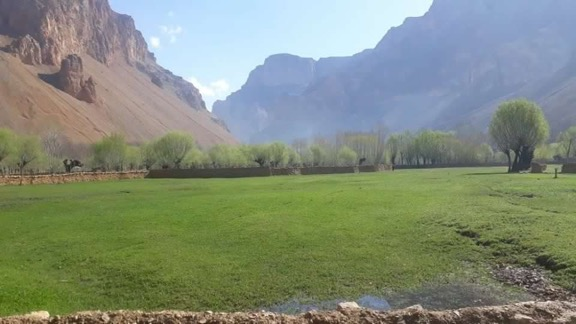
چمن سپرف مرغاب

هشت صبح 